# Phelsuma antanosy
Phelsuma antanosy är en ödleart som beskrevs av  Christopher John Raxworthy och NUSSBAUM 1993. Phelsuma antanosy ingår i släktet Phelsuma och familjen geckoödlor. IUCN kategoriserar arten globalt som akut hotad. Inga underarter finns listade i Catalogue of Life.